# ذراع السمار
ذراع السمار هي إحدى بلديات دائرة المدية ولاية المدية الجزائرية.
كانت تعرف في الفترة الاستعمارية باسم لودي. تم إعطاء هذا الاسم للقرية الجديدة في ذكرى معركة لودي ، مدينة لومباردي ، التي فاز بها بونابرت في 10 مايو 1796 على النمساويين.
تقع بلدية «ذراع اسمار» عند سفح قمة الدخلة (1062 متر)
تقع القرية ، وهي بلدية كاملة ، على بعد أربعة كيلومترات غرب المدية وأربعة وتسعين جنوب غرب الجزائر العاصمة، و هي اليوم تسمى ببلدية ذراع اسمار وهي بالمعنى الأمازيغ أسمار وهي تعني المرتفع الصغير أو الربوة كما أنها تقع في الشمال الغربي للولاية يحدها من جهة الشرق مع بلدية المدية، و من الشمال بلدية تمزقيدة ومن الغرب بلدية حربيل ومن الجنوب كل من تيزي المهدي وسي المحجوب، كما تحتوي البلدية على قاعدة صناعية هامة وذلك لاحتوائها على منطقة صناعية هامة بها مصانع وورشات بالإضافة انها منطقة فلاحية زراعية وغابية وكذا رعوية. كما انها تنقسم إلى مناطق عدة عبارة عن قرى ومداشر نذكر منها على سبيل المثال لا الحصر منطقة عين العرايس وسيدي مسلم وتيبحرين حيث يقع دير الرهبان شمالا وكذا منطقة الجوابر واولاد سنان وعين الجردة جنوبا، أما من الجانب التعليمي فهناك أزيد من خمسة ابتدائيات ومتوسطة وحيدة .

## معالم

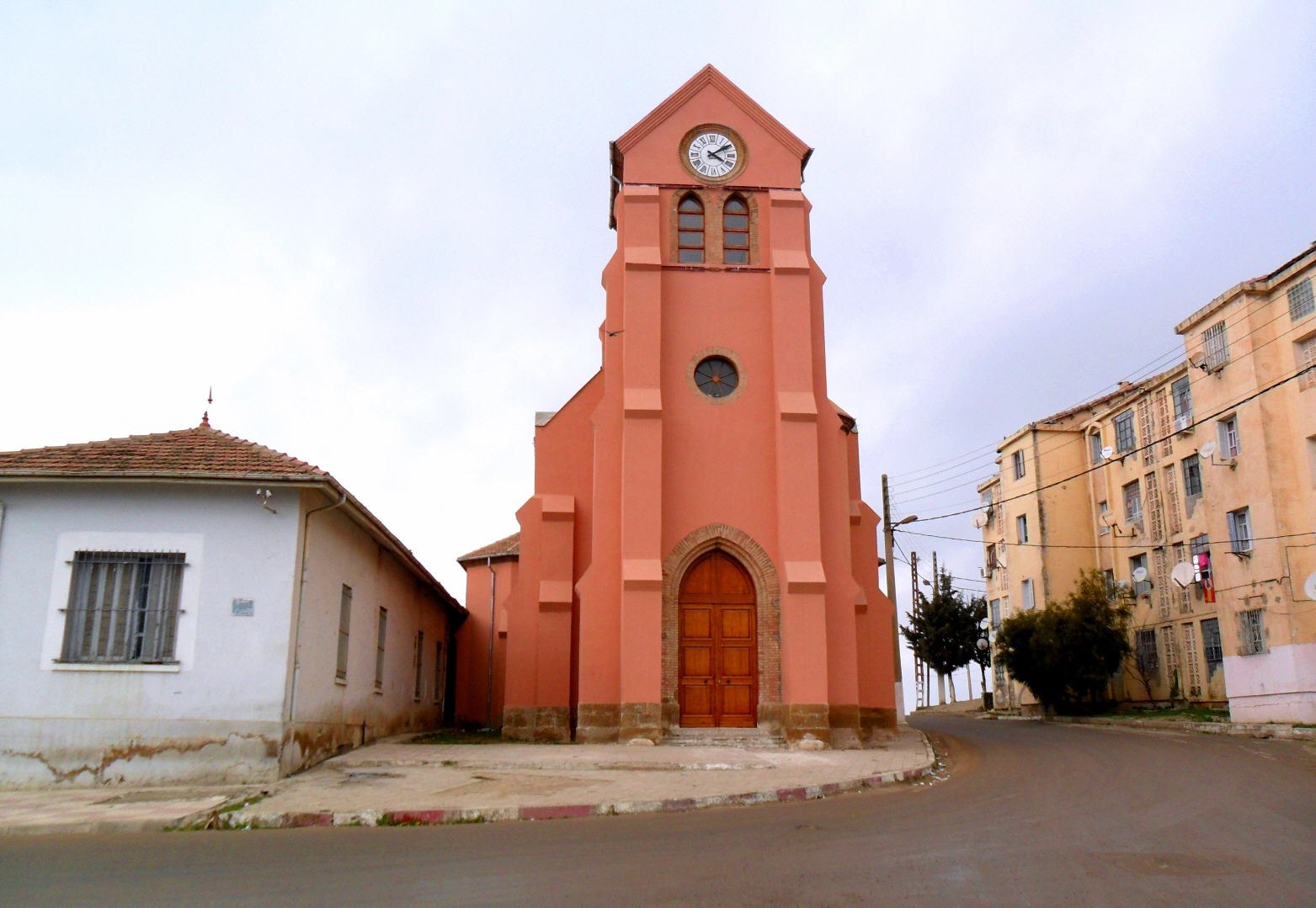
كنيسة ذراع السمار

- كنيسة ذراع السمار